# Cormeniș
Cormeniș – wieś w Rumunii, w okręgu Sălaj, w gminie Lozna. W 2011 roku liczyła 200 mieszkańców.